# جون هارت ماكجرو
وهو سياسي أمريكي ينتمي إلى الحزب الجمهوري ولد جون هارت ماكجرو في 4 تشرين الأول - أكتوبر من سنة 1850 في مقاطعة ماين الأمريكية أصبح جون هارت ماكجرو حاكما على ولاية واشنطن الأمريكية في 9 كانون الثاني - يناير من سنة 1893 واستمر في منصبه كحاكم على الولاية إلى 11 كانون الثاني - يناير من سنة 1897 توفي جون هارت ماكجرو بمرض حمى التيفوئيد في 23 حزيران - يونيو من سنة 1910.